# Megalogomphus bicornutus
Megalogomphus bicornutus – gatunek ważki z rodziny gadziogłówkowatych (Gomphidae).